# Таверна поэтов
«Таверна поэтов»— русская эмигрантская литературная группа, действовавшая в Польше в 20-х годах XX столетия.
«Таверна поэтов» действовала в Варшаве с 1921 по 1925 год. В её состав входили поэты Всеволод Байкин, Владимир Бранд, Альфред Бем, Александр Туринцев (польск.), Олег Колодий, Борис Евреинов, А. Топольский, С. Жарин, О. Воинов, М. Константинович, Р. Гутуев.
Основателем группы выступил Альфред Бем, который в 1922 году переехал в Прагу, где основал литературную группу «Скит». В последующие годы он поддерживал контакты с варшавской группой «Таверна поэтов». Во время существования «Таверны поэтов» её участниками были написаны более 150 поэтических сочинений, которые публиковались на страницах различных эмигрантских периодических изданиях. Большинство поэтических произведений печатались в эмигрантской газете «За свободу!».
Заседания группы проходили при активном участии журналиста Дмитрия Философова. Во время поэтических собраний читались произведения и происходили их обсуждения. Во время этих собраний принимали участие польские поэты, в частности Леонард Подгорский-Околув (польск.).
Литературная группа «Таверна поэтов» сотрудничала с польской поэтической группой «Скамандр».
В 1923 году «Таверна поэтов» издала поэтический сборник участников группы «Шестеро. Малый альманах поэзии и прозы».
После распада литературной группы один из самых активных её участников Владимир Бранд работал в редакционной коллегии газеты «Молва», и затем — в газете «Меч», на страницах которых публиковались сочинения бывших членов группы.